# نيومان جونسون
نيومان جونسون (بالإنجليزية: Newman Johnson)‏ هو سياسي أمريكي، ولد في 8 يونيو 1828 في هافر هيل في الولايات المتحدة، وتوفي في 17 ديسمبر 1900 في تشيكو في الولايات المتحدة. حزبياً، نشط في الحزب الجمهوري.